# 新加坡生命堂
基督教新加坡生命堂（英語：Singapore Life Church）是新加坡的一座长老会教堂，位于新加坡中区的布连拾街。 距离梧槽地铁站仅140米。
该堂创建于1883年，是新加坡最古老的长老会教堂之一。

## 历史

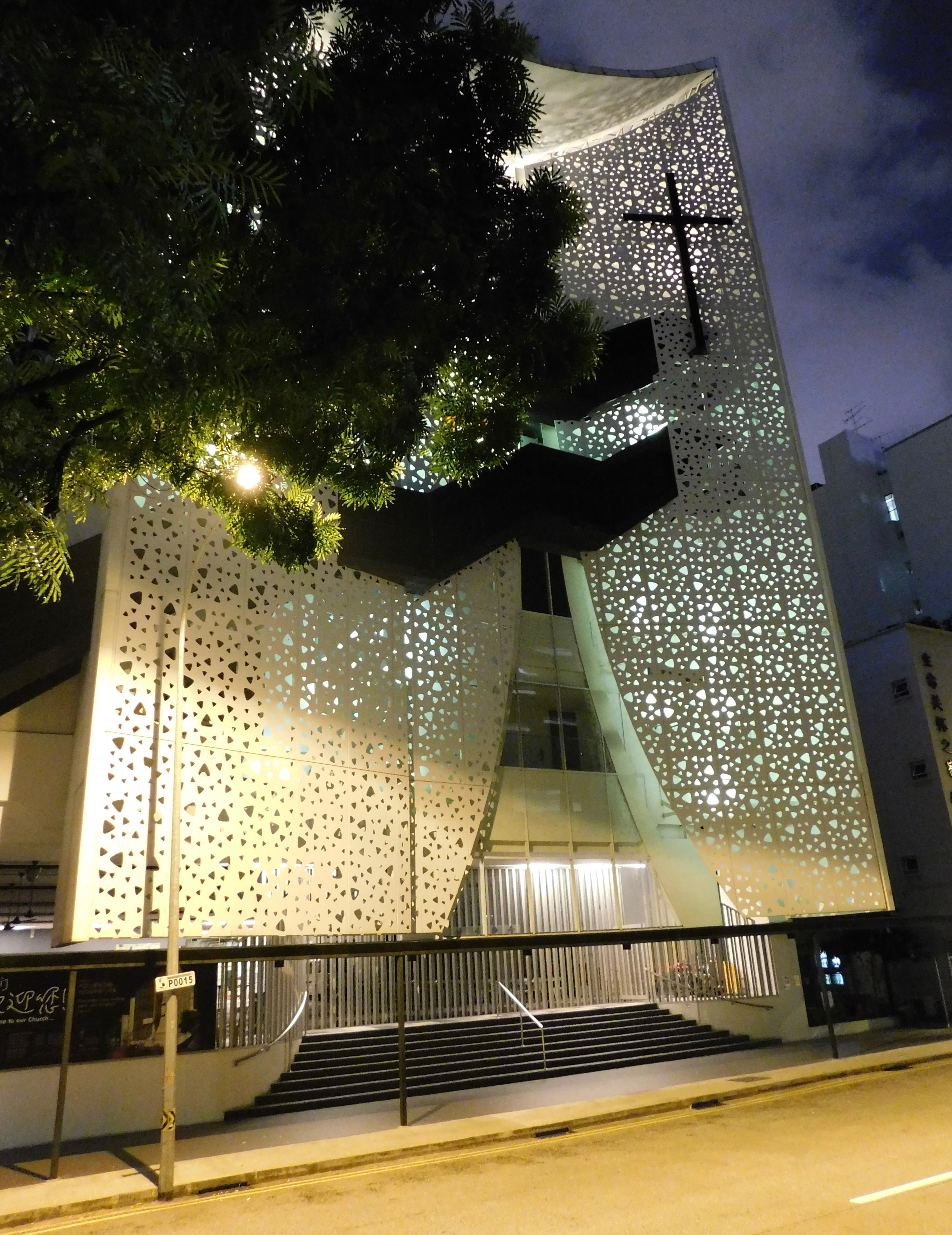
Illuminated view of Singapore Life Church from Prinsep Street.

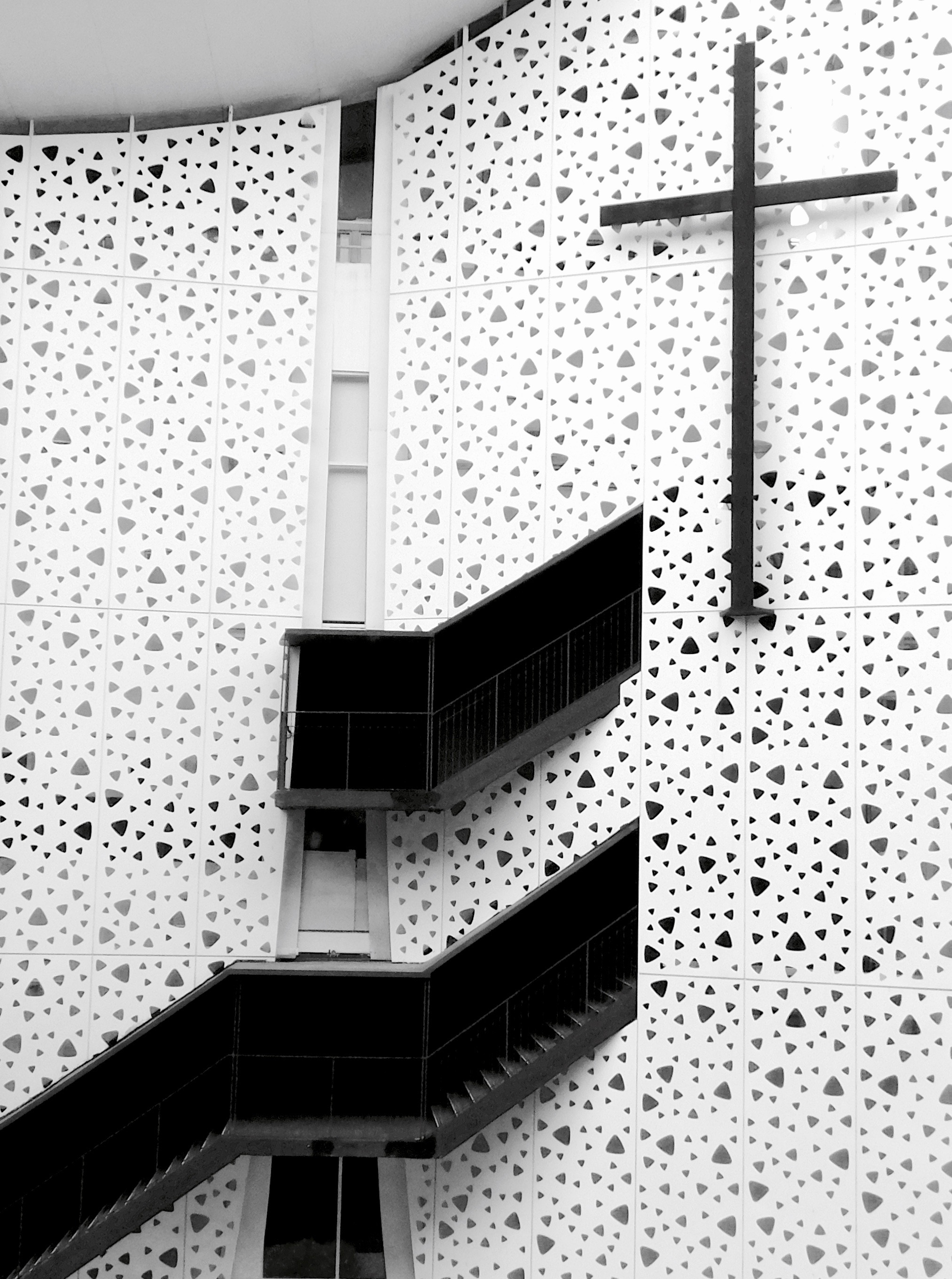
The church's façade comprises three sections of perforated panels which are “sewn” together by external staircases which culminate in a large Cross.